# Nascar Cup Series 2023
Nascar Cup Series 2023 var den 75:e upplagan av den främsta divisionen av professionell stockcarracing i USA som arrangeras av National Association for Stock Car Auto Racing.
Säsongen startade 5 februari på Los Angeles Memorial Coliseum med uppvisningsloppet Busch Light Clash at The Coliseum. För andra året i rad anlade Nascar en temporär kvarts mile lång asfalterad ovalbana för evenemanget. Till skillnad från föregående år kördes större delen av loppet som nattrace. Bluegreen Vacations Duel kördes på Daytona, 16 februari, vilket även var slutkval till den 65:e upplagan av Daytona 500. Säsongen avslutades 5 november på Phoenix Raceway med Season Finale 500. Titelförsvarande Joey Logano blev utslagen i första elemineringsrundan i slutspelet. Ryan Blaney vann förarmästerskapet för Team Penske i en Ford Mustang. Chevrolet vann märkesmästerskapet för tredje året i rad och för 42:a gången totalt.

## Tävlingskalender
| U                                                                                  | Busch Light Clash at The Coliseum    | Los Angeles Memorial Coliseum, Los Angeles, Kalifornien     | 5 februari     |
| KV                                                                                 | Bluegreen Vacations Duel             | Daytona International Speedway, Daytona Beach, Florida      | 16 februari    |
| 1                                                                                  | Daytona 500                          | Daytona International Speedway, Daytona Beach, Florida      | 19 februari    |
| 2                                                                                  | Pala Casino 400                      | Auto Club Speedway, Fontana, Kalifornien                    | 26 februari    |
| 3                                                                                  | Pennzoil 400 presented by Jiffy Lube | Las Vegas Motor Speedway, Las Vegas Nevada                  | 5 mars         |
| 4                                                                                  | United Rentals Work United 500       | Phoenix Raceway, Avondale, Arizona                          | 12 mars        |
| 5                                                                                  | Ambetter Health 400                  | Atlanta Motor Speedway, Hampton Georgia                     | 19 mars        |
| 6                                                                                  | Echopark Automotive Grand Prix       | Circuit of the Americas, Austin, Texas                      | 26 mars        |
| 7                                                                                  | Toyota Owners 400                    | Richmond Raceway, Richmond, Virginia                        | 2 april        |
| 8                                                                                  | Food City Dirt Race                  | Bristol Motor Speedway, Bristol, Tennessee                  | 9 april        |
| 9                                                                                  | NOCO 400                             | Martinsville Speedway, Ridgeway, Virginia                   | 16 april       |
| 10                                                                                 | Geico 500                            | Talladega Superspeedway, Lincoln, Alabama                   | 23 april       |
| 11                                                                                 | Würth 400                            | Dover International Speedway, Dover Delaware                | 30 april 1 maj |
| 12                                                                                 | Adventhealth 400                     | Kansas Speedway, Kansas City, Kansas                        | 7 maj          |
| 13                                                                                 | Goodyear 400                         | Darlington Raceway, Darlington, South Carolina              | 14 maj         |
| U                                                                                  | Nascar All Star Open                 | North Wilkesboro Speedway, North Wilkesboro, North Carolina | 21 maj         |
| U                                                                                  | Nascar All Star Race                 | North Wilkesboro Speedway, North Wilkesboro, North Carolina | 21 maj         |
| 14                                                                                 | Coca-Cola 600                        | Charlotte Motor Speedway, Charlotte, North Carolina         | 28 29 maj      |
| 15                                                                                 | Enjoy Illinois 300                   | World Wide Technology Raceway, Madison, Illinois            | 4 juni         |
| 16                                                                                 | Toyota/Save Mart 350                 | Sonoma Raceway, Sonoma, Kalifornien                         | 11 juni        |
| 17                                                                                 | Ally 400                             | Nashville Superspeedway, Lebanon, Tennessee                 | 25 juni        |
| 18                                                                                 | Grant Park 220                       | Chicago Street Course, Chicago, Illinois                    | 2 juli         |
| 19                                                                                 | Quaker State 400                     | Atlanta Motor Speedway, Hampton Georgia                     | 9 juli         |
| 20                                                                                 | Crayon 301                           | New Hampshire Motor Speedway, Loudon, New Hampshire         | 16 17 juli     |
| 21                                                                                 | Highpoint.com 400                    | Pocono Raceway, Long Pond, Pennsylvania                     | 23 juli        |
| 22                                                                                 | Cook Out 400                         | Richmond Raceway, Richmond, Virginia                        | 30 juli        |
| 23                                                                                 | Firekeepers Casino 400               | Michigan International Speedway, Brooklyn, Michigan         | 6-7 augusti    |
| 24                                                                                 | Verizon 200 at the Brickyard         | Indianapolis Motor Speedway, Speedway, Indiana              | 13 augusti     |
| 25                                                                                 | Go Bowling at The Glen               | Watkins Glen International, Watkins Glen, New York          | 20 augusti     |
| 26                                                                                 | Coke Zero Sugar 400                  | Daytona International Speedway, Daytona Beach, Florida      | 26 augusti     |
| Första elimineringsrundan med 16 förare kvar med möjlighet att vinna mästerskapet. |                                      |                                                             |                |
| 27                                                                                 | Cook Out Southern 500                | Darlington Raceway, Darlington, South Carolina              | 3 september    |
| 28                                                                                 | Hollywood Casino 400                 | Kansas Speedway, Kansas City, Kansas                        | 10 september   |
| 29                                                                                 | Bass Pro Shops Night Race            | Bristol Motor Speedway, Bristol, Tennessee                  | 16 september   |
| Andra elimineringsrundan med 12 förare kvar med möjlighet att vinna mästerskapet.  |                                      |                                                             |                |
| 30                                                                                 | Autotrader Echopark Automotive 500   | Texas Motor Speedway, Fort Worth, Texas                     | 24 september   |
| 31                                                                                 | Yellawood 500                        | Talladega Superspeedway, Lincoln, Alabama                   | 1 oktober      |
| 32                                                                                 | Bank of America Roval 400            | Charlotte Motor Speedway, Concord, North Carolina           | 8 oktober      |
| Tredje elimineringsrundan med 8 förare kvar med möjlighet att vinna mästerskapet.  |                                      |                                                             |                |
| 33                                                                                 | South Point 400                      | Las Vegas Motor Speedway, Las Vegas, Nevada                 | 15 oktober     |
| 34                                                                                 | 4ever 400                            | Homestead-Miami Speedway, Homestead, Florida                | 22 oktober     |
| 35                                                                                 | Xfinity 500                          | Martinsville Speedway, Ridgeway, Virginia                   | 29 oktober     |
| Finallopp med 4 förare kvar med möjlighet att vinna mästerskapet.                  |                                      |                                                             |                |
| 36                                                                                 | Season Finale 500                    | Phoenix Raceway, Avondale, Arizona                          | 5 november     |

## Resultat
| Nr | Tävling                            | Pole position    | Flest ledda varv   | Vinnare             | Konstruktör | Rapport |
| -- | ---------------------------------- | ---------------- | ------------------ | ------------------- | ----------- | ------- |
| U  | Busch Light Clash at The Coliseum  | Aric Almirola    | Ryan Preece        | Martin Truex Jr.    | Toyota      | Rapport |
| KV | Bluegreen Vacations Duel 1         | Alex Bowman      | Ryan Blaney        | Joey Logano         | Ford        | Rapport |
| KV | Bluegreen Vacations Duel 2         | Kyle Larson      | Kyle Busch         | Aric Almirola       | Ford        | Rapport |
| 1  | Daytona 500                        | Alex Bowman      | Brad Keselowski    | Ricky Stenhouse Jr. | Chevrolet   | Rapport |
| 2  | Pala Casino 400                    | Christopher Bell | Ross Chastain      | Kyle Busch          | Chevrolet   | Rapport |
| 3  | Pennzoil 400                       | Joey Logano      | William Byron      | William Byron       | Chevrolet   | Rapport |
| 4  | United Rentals Work United 500     | Kyle Larson      | Kyle Larson        | William Byron       | Chevrolet   | Rapport |
| 5  | Ambetter Health 400                | Joey Logano      | Joey Logano        | Joey Logano         | Ford        | Rapport |
| 6  | Echopark Texas Grand Prix          | William Byron    | Tyler Reddick      | Tyler Reddick       | Toyota      | Rapport |
| 7  | Toyota Owners 400                  | Alex Bowman      | William Byron      | Kyle Larson         | Chevrolet   | Rapport |
| 8  | Food City Dirt Race                | Kyle Larson      | Christopher Bell   | Christopher Bell    | Toyota      | Rapport |
| 9  | NOCO 400                           | Ryan Preece      | Ryan Preece        | Kyle Larson         | Chevrolet   | Rapport |
| 10 | Geico 500                          | Denny Hamlin     | Ryan Blaney        | Kyle Busch          | Chevrolet   | Rapport |
| 11 | Würth 400                          | Kyle Busch       | William Byron      | Martin Truex Jr.    | Toyota      | Rapport |
| 12 | Adventhealth 400                   | William Byron    | Kyle Larson        | Denny Hamlin        | Toyota      | Rapport |
| 13 | Goodyear 400                       | Martin Truex Jr. | Martin Truex Jr.   | William Byron       | Chevrolet   | Rapport |
|    | Nascar All Star Open               | Ty Gibbs         | Ty Gibbs           | Josh Berry          | Chevrolet   | Rapport |
|    | Nascar All-Star Race               | Daniel Suarez    | Kyle Larson        | Kyle Larson         | Chevrolet   | Rapport |
| 14 | Coca-Cola 600                      | William Byron    | Ryan Blaney        | Ryan Blaney         | Ford        | Rapport |
| 15 | Enjoy Illinois 300                 | Kyle Busch       | Kyle Busch         | Kyle Busch          | Chevrolet   | Rapport |
| 16 | Toyota/Save Mart 350               | Denny Hamlin     | Martin Truex Jr.   | Martin Truex Jr.    | Toyota      | Rapport |
| 17 | Ally 400                           | Ross Chastain    | Ross Chastain      | Ross Chastain       | Chevrolet   | Rapport |
| 18 | Grant Park 220                     | Denny Hamlin     | Christopher Bell   | Shane Van Gisbergen | Chevrolet   | Rapport |
| 19 | Quaker State 400                   | Aric Almirola    | Aric Almirola      | Wiliam Byron        | Chevrolet   | Rapport |
| 20 | Crayon 301                         | Christopher Bell | Martin Truex Jr.   | Martin Truex Jr.    | Toyota      | Rapport |
| 21 | Highpoint.com 400                  | William Byron    | William Byron      | Denny Hamlin        | Toyota      | Rapport |
| 22 | Cook Out 400                       | Tyler Reddick    | Brad Keselowski    | Chris Buescher      | Ford        | Rapport |
| 23 | Firekeepers Casino 400             | Christopher Bell | Chris Buescher     | Chris Buescher      | Ford        | Rapport |
| 24 | Verizon 200 at the Brickyard       | Daniel Suárez    | Michael McDowell   | Michael McDowell    | Ford        | Rapport |
| 25 | Go Bowling at The Glen             | Denny Hamlin     | William Byron      | William Byron       | Chevrolet   | Rapport |
| 26 | Coke Zero Sugar 400                | Chase Briscoe    | Chase Briscoe      | Chris Buescher      | Ford        | Rapport |
| 27 | Cook Out Southern 500              | Christopher Bell | Denny Hamlin       | Kyle Larson         | Chevrolet   | Rapport |
| 28 | Hollywood Casino 400               | Christopher Bell | Kyle Larson        | Tyler Reddick       | Toyota      | Rapport |
| 29 | Bass Pro Shops Night Race          | Christopher Bell | Christopher Bell   | Denny Hamlin        | Toyota      | Rapport |
| 30 | Autotrader Echopark Automotive 500 | Bubba Wallace    | Bubba Wallace      | William Byron       | Chevrolet   | Rapport |
| 31 | Yellawood 500                      | Aric Almirola    | Joey Logano        | Ryan Blaney         | Ford        | Rapport |
| 32 | Bank of America Roval 400          | Tyler Reddick    | A. J. Allmendinger | A. J. Allmendinger  | Chevrolet   | Rapport |
| 33 | South Point 400                    | Christopher Bell | Kyle Larson        | Kyle Larson         | Chevrolet   | Rapport |
| 34 | 4ever 400                          | Martin Truex Jr. | Kyle Larson        | Christopher Bell    | Toyota      | Rapport |
| 35 | Xfinity 500                        | Martin Truex Jr. | Denny Hamlin       | Ryan Blaney         | Ford        | Rapport |
| 36 | Season Finale 500                  | William Byron    | Ross Chastain      | Ross Chastain       | Chevrolet   | Rapport |

## Slutställning

### Märkesmästerskapet
| Pos     | Tillverkare | Vinster | Poäng |
| ------- | ----------- | ------- | ----- |
| 1       | Chevrolet   | 18      | 1328  |
| 2       | Toyota      | 10      | 1248  |
| 3       | Ford        | 8       | 1239  |
| Källor: |             |         |       |